# Coordinadora contra la Represión Policial e Institucional
La Coordinadora Contra la Represión Policial e Institucional o CORREPI es una organización política que define su campo de acción dentro de los Derechos Humanos; más específicamente su misión en combatir las «políticas represivas del Estado», y «a favor de la clase trabajadora y el pueblo». Para esto, se plantea como objetivo caracterizar, denunciar y combatir las políticas represivas de las clases dominantes, ya sea que estas se ejerzan por la «forma abierta de la coerción o por la más sutil de la imposición de consenso».

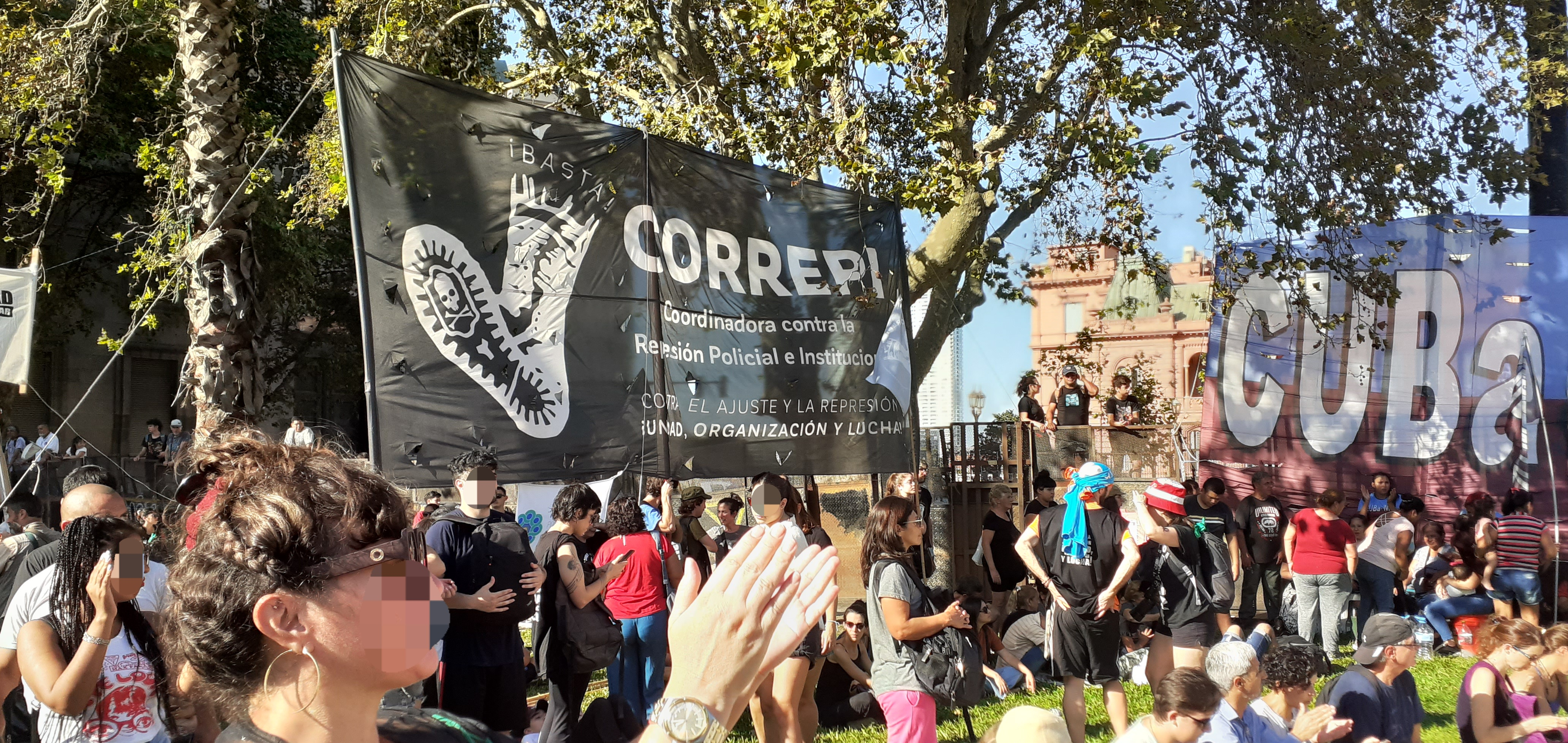
CORREPI en el Día de la Memoria por la Verdad y la Justicia de 2024 en Plaza de Mayo.

## Historia
En 1992, CORREPI es fundada por el abogado León Zimerman.

## Actividades y organización
Para la lucha contra la represión policial y el desprocesamiento de los presos políticos, CORREPI organiza marchas, festivales, radios abiertas y otras manifestaciones. Para generar consciencia popular llevan a cabo charlas, debates, conferencias y mesas redondas en universidades, escuelas, barrios e instituciones intermedias. Anualmente presenta informes respecto de los casos de violencia policial, gatillo fácil y todos los casos donde las políticas represivas culminan con la muerte de la víctima. Caracterizan de "provisorios" a los informes ya que muchos de estos casos están atravesados por encubrimiento, sobre todo los que se relacionan con sectores vulnerables.
Adopta como guía elemental la no cooperación con el Estado. Por el contrario, su método de acción es la confrontación y deslegitimación constante de las instituciones del Estado. También afirman ser independientes de cualquier otra organización política, y que para mantener dicha independencia también se mantienen independientes económicamente. Se encuentran presentes en la Ciudad Autónoma de Buenos Aires, distintas localidades del Gran Buenos Aires, Córdoba y más recientemente en Mar del Plata y Mendoza.